# Griechenbeisl

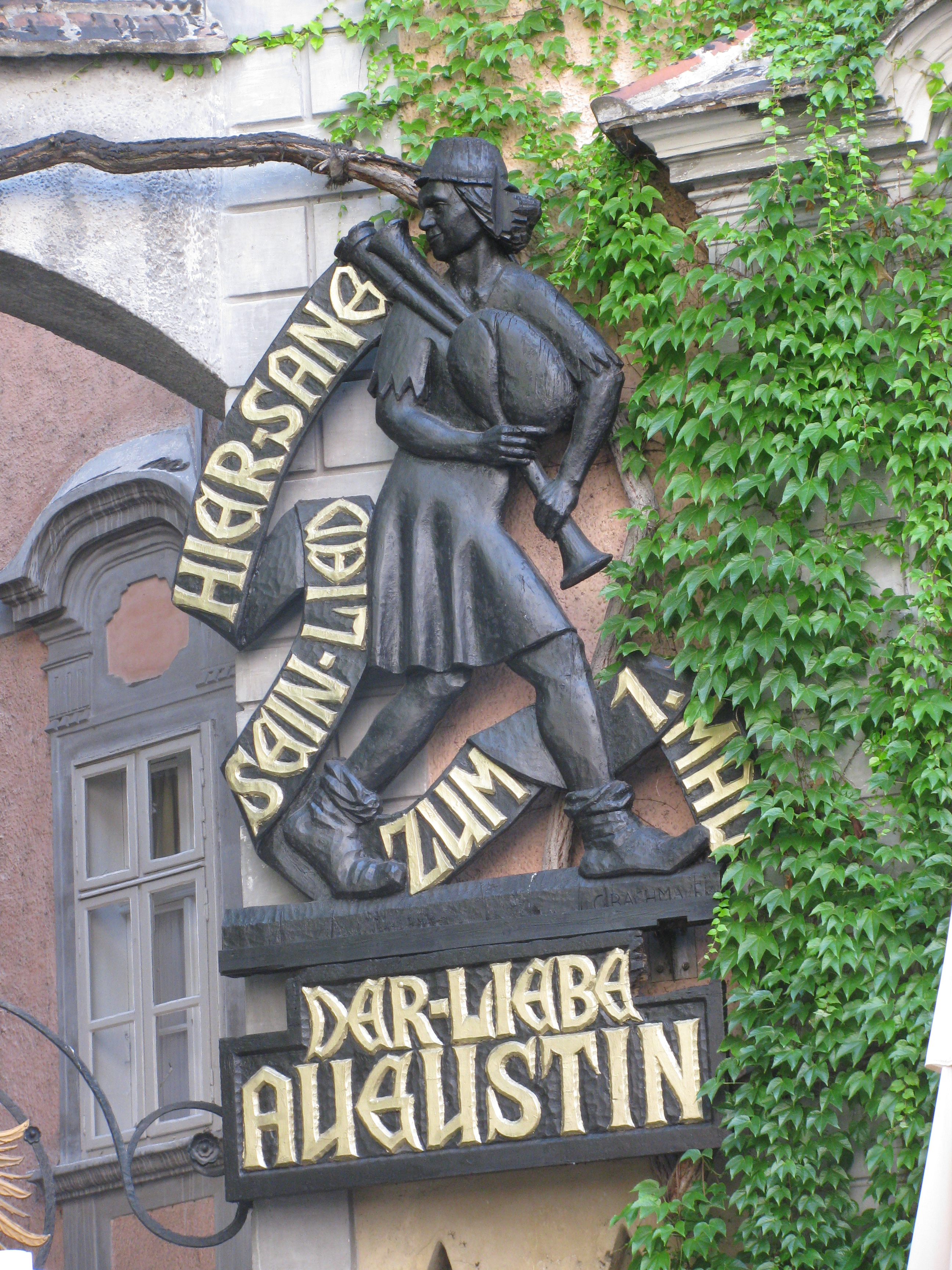
Milý Augustin

Griechenbeisl [gríchnbaizl] („Řecká hospůdka“. Beisl: „hospoda" výraz vídeňského dialektu) je nejstarší restaurace ve Vídni umístěná v ulici Fleischmarkt 11 poblíž řecko-katolického kostela Nejsvětější Trojice.  

## Historie

### Historie restauračního zařízení
Název restaurace pochází z 18. století a odvozuje se od levantských kupců, kteří přebývali poblíž této budovy v době intenzivních obchodních styků mezi Vídní a Orientem, zejména v 18. století. První písemná sbírka o této hospůdce je z roku 1447. Kolem roku 1500 nesla název „Zum gelben Adler" („U žlutého orla“ podle znamení orla ve štítu). V pozdějších zápisech je zmiňována jako „Gasthaus Rotes Dachl“ („Hostinec Červená střecha") přičemž tento název je spojován s věží umístěnou ve dvoře. Dočasně byla nazývána Reichenberger Beisl, protože ji hojně navštěvovali soukeníci z Liberce. Navzdory názvu „řecká" restaurace, jídlo zde podávané bylo vždy podle tradiční vídeňské kuchyně.
V roce 1852 se tehdejší majitel, Leopold Schmied, jako první ve Vídni rozhodl dovézt a začít čepovat tehdy zcela nové pivo „Pilsner Urquell" z Plzně. Griechenbeisl je dodnes domovským lokálem, kde se čepuje plzeňský Prazdroj.

### Historie budovy
Dnes památkově chráněná budova na rohu ulic Fleischmarkt a Griechengasse byla poprvé písemně zmíněna v roce 1385 jako vlastnictví majetného rytíře.
Ráz původní pozdně gotické stavby změnila barokní fasáda z roku 1709. Funkce věže umístěné ve dvoře není zcela vyjasněna. Existuje teorie, že byla součástí městských hradeb. Tento názor však jiní historikové popírají.
Budova vznikala postupně, „dorůstala" v průběhu staletí a při pohledu z vnějšku jsou patrné různé úrovně týchž nadzemních podlaží.
Uvnitř budovy je úzké točité schodiště vedoucí do horních pater, kde je několik hostinských pokojů.
Rovněž sklepení budovy, které dnes slouží jako vinný sklep, nevzniklo najednou, ale v několika etapách. Nejstarší část, přiléhající k náměstí Schwedenplatz, pochází z 13. století. Sklep budovy byl součástí klenutých podzemních chodeb, které propojovaly velké částí vídeňského vnitřního města a které byly naposledy využívány v době druhé světové války. Průchod do sousedních budov je však dnes již zazděný.

## Milý Augustin
Podle pověsti zde v 17. století pravidelně vystupoval kramářský zpěvák a dudák Marx Augustin zvaný „Der liebe Augustin" („Milý Augustin"). V roce 1679 byl nalezen na ulici v notně podnapilém stavu a vhozen do hromadného hrobu pro oběti moru. Když pak projevil známky života tím, že začal hrát na dudy, kolemjdoucí mu pomohli ven z hrobu. To, že přežil a dokonce se ani nenakazil morem, bylo všeobecně považováno za zázrak.
V průčelí budovy je dřevěná socha „milého Augustina", především ho však připomíná ve Vídni notoricky známý popěvek „O du lieber Augustin".

## Významné osobnosti
V průběhu staletí se tato hospůdka stala místem setkání mnoha významných umělců, učenců a politiků jako například Wolfgang Amadeus Mozart, Ludwig van Beethoven, Franz Schubert, Richard Wagner, Johann Strauss, Richard Strauss, Johannes Brahms, Mark Twain (který zde napsal povídku „Uspořená libra"), Fjodor Ivanovič Šaljapin, Oskar Kokoschka, Luciano Pavarotti, Johnny Cash, Riccardo Muti a řada dalších.